# DJ Sharpnel
Cet article possède un paronyme, voir Shrapnel.
DJ Sharpnel (シャープネル), Sharpnel.exe ou Sharpnel.net, est un groupe de producteurs et disc jockey de musique électronique japonais. Il s'agit d'un nom collectif pour les productions des musiciens Lemmy et Ryuta Nakagami (Jea).
Tous deux font paraître, depuis la fin des années 1990 et ce jusqu'en 2017, de nombreux albums principalement axés J-core, rave, et musiques électroniques, sur leur label indépendant : Sharpnelsound.

## Biographie
DJ Sharpnel est formé en 1996 lorsque Jea rejoint le groupe Project Gabbangelion qui publie, par la suite, un album intitulé Sharpnel vs. Project Gabbangelion en 1998.
En 2010, ils participent à la compilation Super Shot 3 -美少女ゲームリミックスコレクション‐ avec un remix du morceau Dreaming. Ils reviennent en 2012 sur la compilation Super Shot 4 -美少女ゲームリミックスコレクション‐ avec un remix de Lively Passion! et sur Super Shot 5 Special Edition, avec t+pazolite.
Le jeu de danse BeatStream, sorti en 2014, comprend leur morceau トラウマ催眠少女さとり！. En 2015, le groupe participe à la parade d'Halloween de Shibuya, aux côtés de DJ 490 et m1dy. Le 30 décembre 2016, la société japonaise SuperSweep Co., Ltd publie la bande-son du shoot 'em up Battle Garegga intitulée Battle Garegga Complete Soundtrack qui contient leur morceau Subversive Awareness,.